# 53. Baeksang Arts Awards
53. ceremonia rozdania Baeksang Arts Awards odbyła się w Seulu na COEX Convention & Exhibition Center 3 maja 2017 roku. Ceremonia została wyemitowana przez JTBC.

## Nominowani i zwycięzcy
Kompletna lista nominowanych i zwycięzców. Zwycięzcy zaznaczeni pogrubieniem.

### Film
| Daesang (Wielka nagroda) | Daesang (Wielka nagroda) |
| --- | --- |
| - Park Chan-wook – Służąca | |
| Najlepszy film | Najlepszy reżyser |
| - Lament - Gra cieni - Zombie express - Służąca - Asura: Miasto szaleństwa | - Kim Jee-woon – Gra cieni - Kim Sung-su – Asura: Miasto szaleństwa - Na Hong-jin – Lament - Park Chan-wook – Służąca - Hong Sang-soo – Samotnie na plaży pod wieczór |
| Najlepszy aktor pierwszoplanowy | Najlepsza aktorka pierwszoplanowa |
| - Song Kang-ho – Gra cieni - Kwak Do-won – Lament - Yoo Hae-jin – Luck Key - Lee Byung-hun – Master - Ha Jung-woo – Tunel | - Son Ye-jin – The Last Princess - Kim Min-hee – Służąca - Kim Hye-soo – Familyhood - Youn Yuh-jung – The Bacchus Lady - Han Ye-ri – Worst Woman |
| Najlepszy aktor drugoplanowy | Najlepsza aktorka drugoplanowa |
| - Kim Eui-sung – Zombie express - Ma Dong-seok – Zombie express - Bae Sung-woo – The King - Uhm Tae-goo – Gra cieni - Cho Jin-woong – Służąca | - Kim So-jin – The King - Ra Mi-ran – The Last Princess - Bae Doona – Tunel - Chun Woo-hee – Lament - Han Ji-min – Gra cieni |
| Najlepszy debiut reżyserski | Najlepszy scenariusz |
| - Yeon Sang-ho – Zombie express - Yoon Ga-eun – Cały nasz świat - Lee Yo-seob – The Queen of Crime - Lee Joo-young – Single Rider - Lee Hyun-joo – Our Love Story | - Yoon Ga-eun – Cały nasz świat - Na Hong-jin – Lament - Lee Ji-min, Park Jong-dae – Gra cieni - Park Chan-wook, Jung Seo-kyung – Służąca - Kim Sung-su – Asura: Miasto szaleństwa |
| Najlepszy debiut aktorski (mężczyzna) | Najlepszy debiut aktorski (kobieta) |
| - Ryu Jun-yeol – The King - Do Kyung-soo – Hyeong - Woo Do-hwan – Master - Ji Chang-wook – Fabricated City - Han Jae-young – New Trial | - Lee Sang-hee – Our Love Story - Kim Tae-ri – Służąca - Kim Hwan-hee – Lament - Im Yoon-ah – Confidential Assignment - Choi Soo-in – Cały nasz świat |
| Nagroda popularności (mężczyzna) | Nagroda popularności (kobieta) |
| - Do Kyung-soo – Hyeong - Kang Ha-neul – New Trial - Kwak Do-won – Lament - Kim Nam-gil – Pandora - Kim Woo-bin – Master - Ryu Jun-yeol – The King - Ma Dong-seok – Zombie express - Bae Seong-woo – The King - Song Kang-ho – Gra cieni - Ha Jung-woo – Tunel - Hyun Bin – Confidential Assignment - Park Jin-young – A Stray Goat - Xiumin – Seondal: The Man Who Sells the River - Yoo Hae-jin – Luck Key - Lee Byung-hun – Master - Jung Woo – New Trial - Jung Woo-sung – The King - Jo In-sung – The King - Ji Chang-wook – Fabricated City - Hwang Jung-min – Lament | - Im Yoon-ah – Confidential Assignment - Go Ara – Phantom Detective - Kim Min-hee – Służąca - Kim Tae-ri – Służąca - Kim Hae-sook – Służąca - Kim Hye-soo – Familyhood - Kim Hwan-hee – Lament - Ra Mi-ran – The Last Princess - Bae Doona – Tunel - Seo Ye-ji – Another Way - Son Ye-jin – The Last Princess - Soo Ae – Run-off - Shim Eun-kyung – Queen of Walking - Ahn So-hee – Single Rider - Uhm Ji-won – Missing - Youn Yuh-jung – The Bacchus Lady - Jung Yu-mi – Zombie express - Chun Woo-hee – Lament - Han Ye-ri – Worst Woman - Han Ji-min – Gra cieni |

### Telewizja
| Daesang (Wielka nagroda) | Najlepszy serial telewizyjny |
| --- | --- |
| - Kim Eun-sook – Goblin | - Dear My Friends - W – Dwa światy - Gureumi geurin dalbit - Romantyczny doktor Kim - Goblin |
| Najlepszy program edukacyjny/kulturalny | Najlepszy program rozrywkowy |
| - Ssulzun - I Would Like to Know - Docuprime Democracy - Special Knowledge - Imjin War 1592 | - Mom's Diary - My Ugly Duckling - I Live Alone - Show Me the Money 5 - Knowing Bros - Phantom Singer |
| Najlepszy reżyser | Najlepszy scenariusz |
| - Yoo In-sik – Romantyczny doktor Kim - Song Hyun-wook – Znowu Oh Hae Young - Lee Eung-bok – Goblin - Jung Dae-yoon – W – Dwa światy - Hong Jong-chan – Dear My Friends | - Noh Hee-kyung – Dear My Friends - Kim Eun-sook – Goblin - Kang Eun-kyung – Romantyczny doktor Kim - Park Hae-young – Znowu Oh Hae Young - Song Jae-jung – W – Dwa światy |
| Najlepszy aktor pierwszoplanowy | Najlepsza aktorka pierwszoplanowa |
| - Gong Yoo – Goblin - Namkoong Min – Good Manager - Park Bo-gum – Gureumi geurin dalbit - Jo Jung-suk – Jealousy Incarnate – Wcielenie zazdrości - Han Suk-kyu – Romantyczny doktor Kim | - Seo Hyun-jin – Znowu Oh Hae Young - Kim Go-eun – Goblin - Kim Ha-neul – Gonghang-ganeun gil - Park Bo-young – Himssen-yeoja Do Bong-soon - Park Shin-hye – Doctors |
| Najlepszy debiut aktorski (mężczyzna) | Najlepszy debiut aktorski (kobieta) |
| - Kim Min-seok – Doctors - Gong Myung – Drinking Solo - Kim Min-jae – Romantyczny doktor Kim - Ji Soo – Himssen-yeoja Do Bong-soon - Jung Jin-young – Gureumi geurin dalbit | - Lee Se-young – Laurel Tree Tailors - Kang Han-na – Dar-ui yeon-in – Bobogyeongsim ryeo - Gong Seung-yeon – The Master of Revenge - Bang Min-ah – Beautiful Gong Shim - Nana – The Good Wife |
| Najlepszy uczestnik programu rozrywkowego | Najlepsza uczestniczka programu rozrywkowego |
| - Yang Se-hyung – Scene Stealer – Drama War - Kim Gook-jin – Flaming Youth - Kim Jong-min – 2 Days & 1 Night - Park Soo-hong – Mom's Diary - My Ugly Duckling - Yu Min-sang – Gag Concert | - Park Na-rae – I Live Alone - Kim Sook – Sister's Slam Dunk - Lee Soo-ji – Gag Concert - Jang Do-yeon – Comedy Big League - Hong Yoon-hwa – People Looking for a Laugh |
| Nagroda popularności (mężczyzna) | Nagroda popularności (kobieta) |
| - Park Bo-gum – Gureumi geurin dalbit - Gong Yoo – Goblin - Yoon Kye-sang – The Good Wife - Lee Dong-wook – Goblin - Lee Min-ho – Legend of the Blue Sea – Legenda o Błękitnym Oceanie - Lee Jong-suk – W – Dwa światy - Lee Joon-gi – Dar-ui yeon-in – Bobogyeongsim ryeo - Jung Kyung-ho – Missing 9 - Jo Jung-suk – Jealousy Incarnate – Wcielenie zazdrości - Byun Baek-hyun – Dar-ui yeon-in – Bobogyeongsim ryeo - Nam Joo-hyuk – Yeokdo-yojeong Kim Bok-joo - Cho Jin-woong – Entourage - Ji Sung – Defendant - Jung Jin-young – Gureumi geurin dalbit - Namkoong Min – Good Manager - Ha Seok-jin – Drinking Solo - Eric Mun – Znowu Oh Hae Young - Yook Sung-jae – Goblin - Park Hyung-sik – Himssen-yeoja Do Bong-soon - Seo In-guk – Król zakupów Louie | - Kim Yoo-jung – Gureumi geurin dalbit - Kim Ha-neul – Gonghang-ganeun gil - Nana – The Good Wife - Nam Ji-hyun – Król zakupów Louie - Bang Min-ah – Beautiful Gong Shim - Park Bo-young – Himssen-yeoja Do Bong-soon - Han Hyo-joo – W – Dwa światy - Gong Seung-yeon – The Master of Revenge - Gong Hyo-jin – Jealousy Incarnate – Wcielenie zazdrości - Kim Go-eun – Goblin - Seo Hyun-jin – Znowu Oh Hae Young - Yoo In-na – Goblin - Lee Se-young – The Gentlemen of Wolgyesu Tailor Shop - Lee Young-ae – Saimdang, Light's Diary - IU – Dar-ui yeon-in – Bobogyeongsim ryeo - Jeon Do-yeon – The Good Wife - Jun Ji-hyun – Legend of the Blue Sea – Legenda o Błękitnym Oceanie - Park Shin-hye – Doctors - Park Ha-sun – Drinking Solo - Park Hye-su – Age of Youth |

### Inne nagrody
| InStyle Fashion Award | Nagroda za życiowe osiągnięcia |
| --------------------- | ------------------------------ |
| - Kim Ha-neul         | - Kim Young-ae                 |